# جون جونز (عسكري)
جون جونز (بالإنجليزية: John Jones)‏ هو عسكري أمريكي، ولد في 25 أغسطس 1841 في بريدجبورت في الولايات المتحدة، وتوفي في 15 أغسطس 1907.